# Volksbank Bad Goisern
Die Volksbank Bad Goisern eingetragene Genossenschaft war eine österreichische Regionalbank im Inneren Salzkammergut mit Sitz in Bad Goisern am Hallstättersee. Sie unterhielt fünf Zweigstellen im Gebiet des UNESCO-Welterbe Hallstatt-Dachstein. Im Juli 2017 erfolgte die Fusion dieser Genossenschaft mit der Volksbank Salzburg eG.

## Geschichte

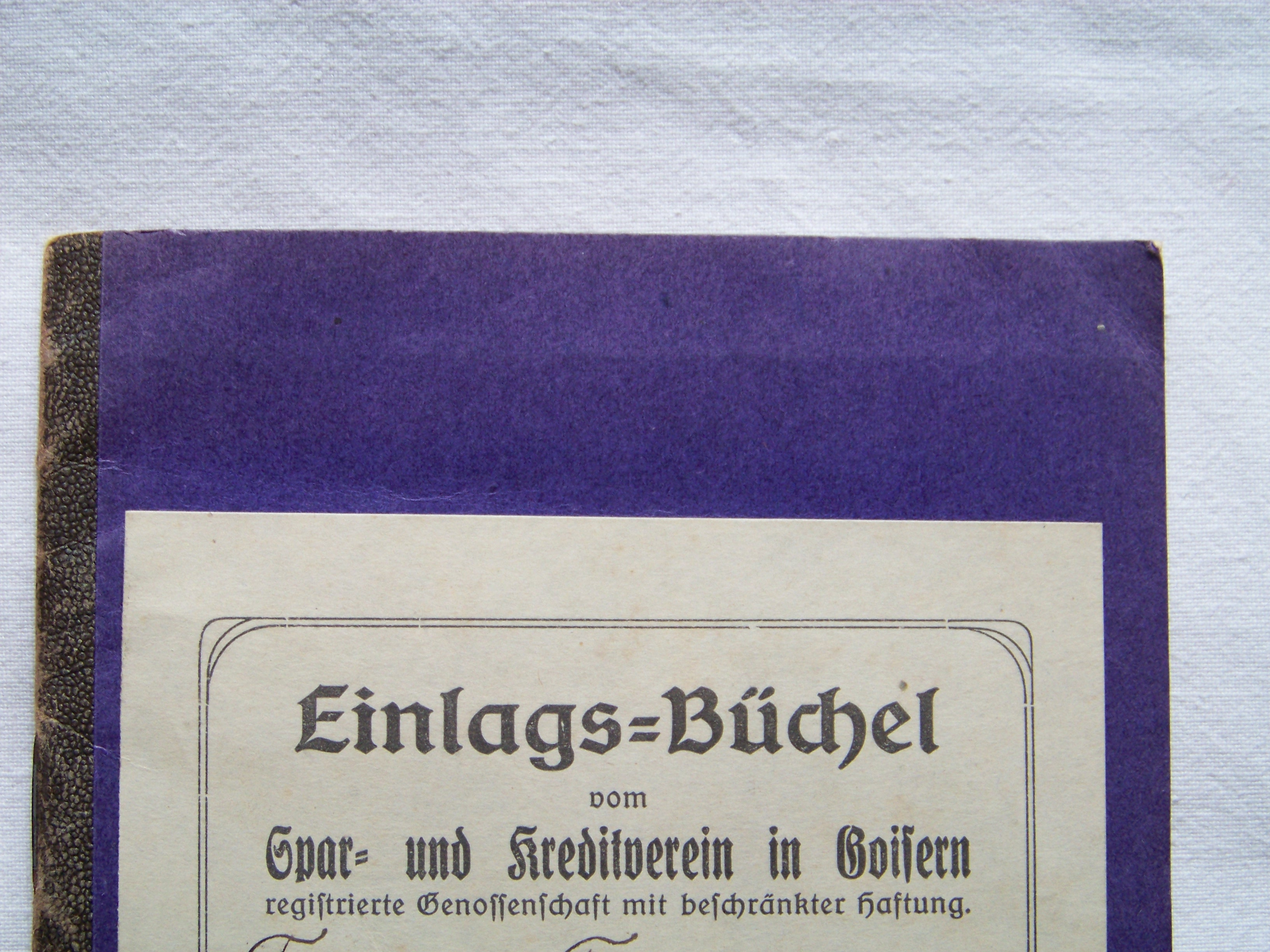
Sparbuch der Volksbank-Genossenschaft Goisern, um 1925

Im Jänner 1873 gründeten vier Goiserer Bürger, nämlich Josef Peer (Forstarbeiter), Josef Putz (Zimmerermeister), Georg Winterauer (Hausbesitzer) und Josef Pilz (Hausbesitzer) einen Spar- und Kreditverein in Goisern. Sie orientierten sich dabei an Hermann Schulze-Delitzsch, einem deutschen Politiker, der angesichts der damaligen finanziellen Not der Bevölkerung ein genossenschaftliches System der Selbsthilfe propagierte.
Im Gründungsjahr der Genossenschaft wurde Österreich vom Zusammenbruch der Wiener Börse und der anschließenden Wirtschaftskrise getroffen. Im Salzkammergut setzte ab etwa 1877, dem Eröffnungsjahr der Salzkammergutbahn eine wirtschaftliche Erholung ein. Die neue Eisenbahnverbindung und die Aufenthalte von Kaiser Franz Joseph I. in seiner Sommerresidenz, die er im Nachbarort Bad Ischl unterhielt, kurbelten vor allem den Tourismus in der Region an. In den ersten Jahren des Bestehens lag das Hauptaugenmerk des Volksbank auf dem Zusammenschluss von kleinen Gewerbetreibenden, um mit der solidarischen Haftung eine größere Kreditfähigkeit zu erreichen. Anfangs waren Geschäftsstunden Samstag und Sonntag einen halben Tag sowie am Montag ganztags. Nach dem Ersten Weltkrieg konnte auf tägliche Öffnungszeiten umgestellt werden.
Nachdem in weiteren Teilen Österreichs Volksbanken gegründet worden waren, schufen diese 1922 die Österreichische Volksbanken-Aktiengesellschaft als Spitzeninstitut, der Österreichische Genossenschaftsverband (Schulze-Delitzsch) nahm diesen Namen 1930 an.
1952 änderte der Spar- und Kreditverein Goisern seinen Namen auf Volksbank Bad Goisern. Im Laufe der folgenden Jahrzehnte eröffnete die Volksbank Goisern weitere Filialen im Salzkammergut.
Seit Ende 2014 wurde im Volksbanken-Sektor bundesweit über eine Fusion der bisherigen 41 österreichischen Volksbankengenossenschaften zu 8 Volksbanken verhandelt. In diesem Zusammenhang fassten die Volksbanken Bad Goisern und Steirisches Salzkammergut den Beschuss, sich im Juli 2017 der Volksbank Salzburg eG anzuschließen.

## Die Volksbanken im Salzkammergut
Frühere Struktur
Bis zur Neustrukturierung des Volksbanken-Sektors in den Jahren 2016/17 waren folgende Genossenschaften im Salzkammergut vertreten:
- Volksbank Bad Goisern e.Gen. im Inneren Salzkammergut,
- Volksbank Gmunden-Vöcklabruck e.Gen. im nördlichen Salzkammergut,
- Volksbank Steirisches Salzkammergut e.Gen. im Raum Bad Aussee,
- Volksbank Salzburg eG mit ihrer (damals) einzigen oberösterreichischen Filiale in Bad Ischl.

Neue Struktur
Die Volksbank Gmunden-Vöcklabruck e.Gen. führte Mitte 2016 die Verschmelzung in die neue Volksbank Oberösterreich AG durch. Die Volksbank Oberösterreich erstreckt sich seitdem im nördlichen Salzkammergut bis Gmunden, die Zweigstellen Altmünster und Ebensee wurden geschlossen.
Die Volksbank Steirisches Salzkammergut e.Gen. im Raum Bad Aussee beschloss per 22. Juli 2017 die Zusammenlegung mit der Volksbank Salzburg.
Die bisherige Volksbank Bad Goisern verfügte im Gerichtsbezirk Bad Ischl über fünf Zweigstellen, die sich in Bad Goisern/Zentrum, Bad Goisern/Steeg (Au), Hallstatt, Obertraun und Gosau befanden. In Bad Goisern war die Volksbank gleich zwei Mal vertreten, im UNESCO-Welterbeort Obertraun war sie das einzige Geldinstitut vor Ort. Die Aufnahme der Goiserer Genossenschaft in die Volksbank Salzburg eG erfolgte am 8. Juli 2017. Die (Salzburger) Bankfiliale in Bad Ischl blieb unverändert bestehen. Die Geschäftsstellen Steeg (Au) und Obertraun wurden im November 2018 geschlossen.
Durch diese Umstrukturierungen im Bankensektor sind die im oberösterreichischen Bezirk Gmunden gelegenen Bankstellen somit zwischen Volksbank Oberösterreich (Gerichtsbezirk Gmunden) und Volksbank Salzburg (Gerichtsbezirk Bad Ischl) aufgeteilt.

## Genossenschaftsbank
Wenngleich es einen Marketing-Auftritt als Volksbanken-Verbund gibt, sind alle Genossenschaftsbanken rechtlich selbständig und bilden die Volksbank Primärstufe. Die Banken sind im Besitz ihrer Genossenschafter, die beim Beitritt einen entsprechenden Geschäftsanteil gezeichnet haben. Die grundsätzliche Gründungsidee der Genossenschaftsbewegung war der Gedanke von der Hilfe zur Selbsthilfe laut Schulze-Delitzsch: 

„Was du nicht allein vermagst, dazu verbinde dich mit anderen, die das gleiche wollen.“

Rechtliche Organe einer Volksbanken-Genossenschaft sind der (hauptberufliche) Vorstand, der Aufsichtsrat und die Generalversammlung, letztere ist die Versammlung der Genossenschaftsmitglieder und damit das oberste Willensbildungsgremium gemäß dem österreichischen Genossenschaftsgesetz.